# جاستن كابلان
جاستن كابلان (بالإنجليزية: Justin Kaplan)‏ هو كاتب أمريكي، ولد في 5 سبتمبر 1925 في مانهاتن في الولايات المتحدة، وتوفي في 2 مارس 2014 في كامبريدج في الولايات المتحدة بسبب مرض باركنسون.

## وصلات خارجية
- جاستن كابلان على موقع الموسوعة البريطانية (الإنجليزية)
- جاستن كابلان على موقع إن إن دي بي (الإنجليزية)